# Alfonso de la Espina
Alfonso de la Espina fou un escriptor i religiós franciscà espanyol del segle XV. Són molt escasses les notícies biogràfiques que existeixen. Se suposa amb força fonament que fou jueu convers distingint-se per la seva ciència i pel seu zel en la defensa del catolicisme. Fou rector de la Universitat de Salamanca, i acompanyà en els seus últims moments, com a confessor, a l'infortunat conestable Álvaro de Luna y Jarana, fet aquest que li donà renom i celebritat en la història d'Espanya. El seu llibre, obra excel·lent i molt erudita, com l'anomena el jesuïta Juan de Mariana (XXII-XXIII), es titula: Fortalitium Fidei contra Judeos, Saracenos et alios christianae fidei inimicos, etc. Té diverses edicions: Nuremberg (1494-98): Lió (1511-25). Es divideix en cinc llibres: 1r. De armatura omnium fidelium; 2n. De bello hereticorum; 3r. De bello Judeorum; 4t. De bello saracenrum; 5è. De bello dominorum. En diversos llocs d'aquesta obra, dedica notícies soltes que poden servir a la seva biografia; que professà en l'Orde de Sant Francesc; que el 1459 es trobava en el convent de Valladolid, que el 1485 donava l'última mà al seu llibre, etc. A més, té, altres notícies interessants per la història d'Espanya en general, com són les que es refereixen a la influència del judaisme en la seva època, el procés i mort del citat Álvaro de Luna, la batalla d'Higueruela contra els moros, etc.